# Грин, Эллиа
Эллиа Тирисейани Грин OAM (англ. Ellia Tiriseyani Green, родилась 20 февраля 1993 года) — полупрофессиональная австралийская регбистка, выступающая на позиции защитницы за женскую сборную Австралии по регби-7. Олимпийская чемпионка по регби-7 2016 года. Выступает на клубном уровне за команду «Уорринга», представляет также штат Виктория.

## Карьера игрока
Грин — уроженка Фиджи, с шести лет занималась лёгкой атлетикой (в частности, спринтом). В течение 10 лет она представляла Австралию на юниорских чемпионатах мира по лёгкой атлетике в дисциплинах — бег на 100 м, бег на 200 м и прыжок в длину. Участница Всемирных школьных игр в Катаре 2009 года. По предложению родственников решила попробовать себя в регби-7, очутившись в регбийном лагере талантов в Мельбурне «Путь к золоту» (англ. Pathway to Gold) и пройдя программу подготовки.
За сборную Австралии по регби-7 Грин дебютировала в феврале 2013 года. В 2014 году во время трёх выставочных матчей по регби-7 на турнире в Голд-Косте Грин прославилась тем, что в игре против сборной Канады совершила 80-метровый рывок и занесла победную для сборной попытку: видео с попыткой Грин набрало 200 тысяч просмотров в социальной сети Facebook в течение первых четырёх часов с момента загрузки (для сравнения — на официальном аккаунте World Rugby в YouTube это видео не набрало и 40 тысяч просмотров). В 2016 году Эллиа Грин вошла в заявку сборной Австралии по регби-7 на Олимпийские игры в Рио-де-Жанейро (игровой номер 11). На турнире Эллиа занесла три попытки в матчах против сборных Фиджи, Испании и Новой Зеландии. Австралийская команда победила новозеландок в финале и завоевала олимпийское золото в этом виде спорта. Как олимпийская чемпионка, 26 января 2017 года в День Австралии Грин была награждена Медалью Ордена Австралии.

## Личная жизнь
Любимый музыкальный стиль — хип-хоп.